# Euljiro 4(sa)-ga (métro de Séoul)
Euljiro 4(sa)-ga (en coréen 을지로4가역) est une station de correspondance entre la ligne 2 et la ligne 5 du métro de Séoul. Elle est située dans l'arrondissement de Jung-gu, à Séoul en Corée du Sud.
Ouverte en 1983 et devenue station de correspondance en 1986, elle est desservie par les rames omnibus qui circulent sur la ligne 2 et la ligne 5.

## Situation sur le réseau

Plan du réseau (2023)

Établie en souterrain, la station Euljiro 4(sa)-ga est une station de correspondance entre la ligne 2 du métro de Séoul et la ligne 5 du métro de Séoul : Sur la ligne 2 elle est située sur la section principale circulaire entre Parc culturel & historique de Dongdaemun, en direction de Hôtel de Ville, rotation dans le sens des aiguilles d'une montre sur la section circulaire, et Euljiro 3(sam)-ga, en direction de Hôtel de Ville, rotation dans le sens inverse des aiguilles d'une montre sur la section circulaire ; Sur la ligne 5 elle est située après la station Jongno 3(sam)-ga, en direction du terminus nord-ouest Banghwa, et avant la station Parc culturel & historique de Dongdaemun, en direction, des terminus est Hanam Geomdansan ou Macheon .

## Histoire
La station est Euljiro 4(sa)-ga mise en service le 16 septembre 1983, lors de la mise en exploitation d'une section de la ligne 2. Elle devient une station de correspondance le 30 décembre 1996 lors de la mise en service de la première partie de la ligne 5 du métro de Séoul.

## Services aux voyageurs

### Desserte

#### Station ligne 2
Euljiro 4(sa)-ga est desservie par les rames omnibus qui circulent sur la ligne 2.

Installations
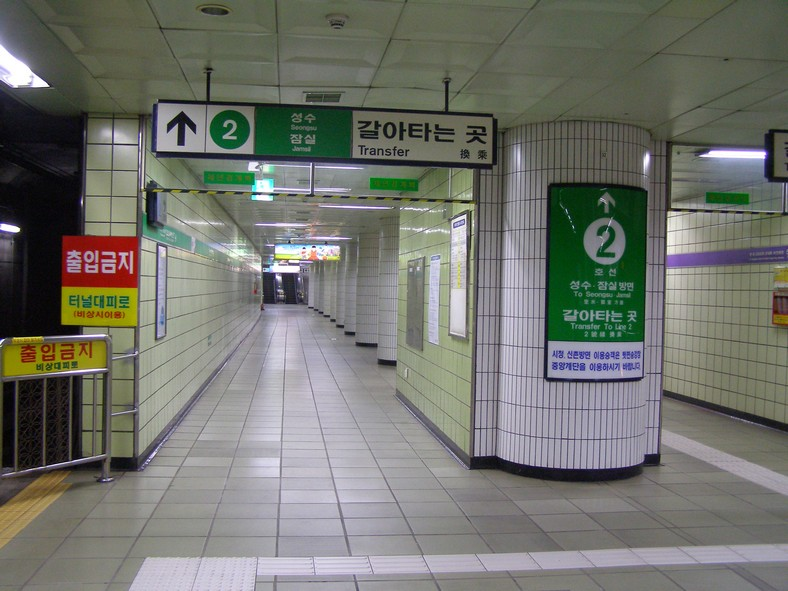
En 2007.
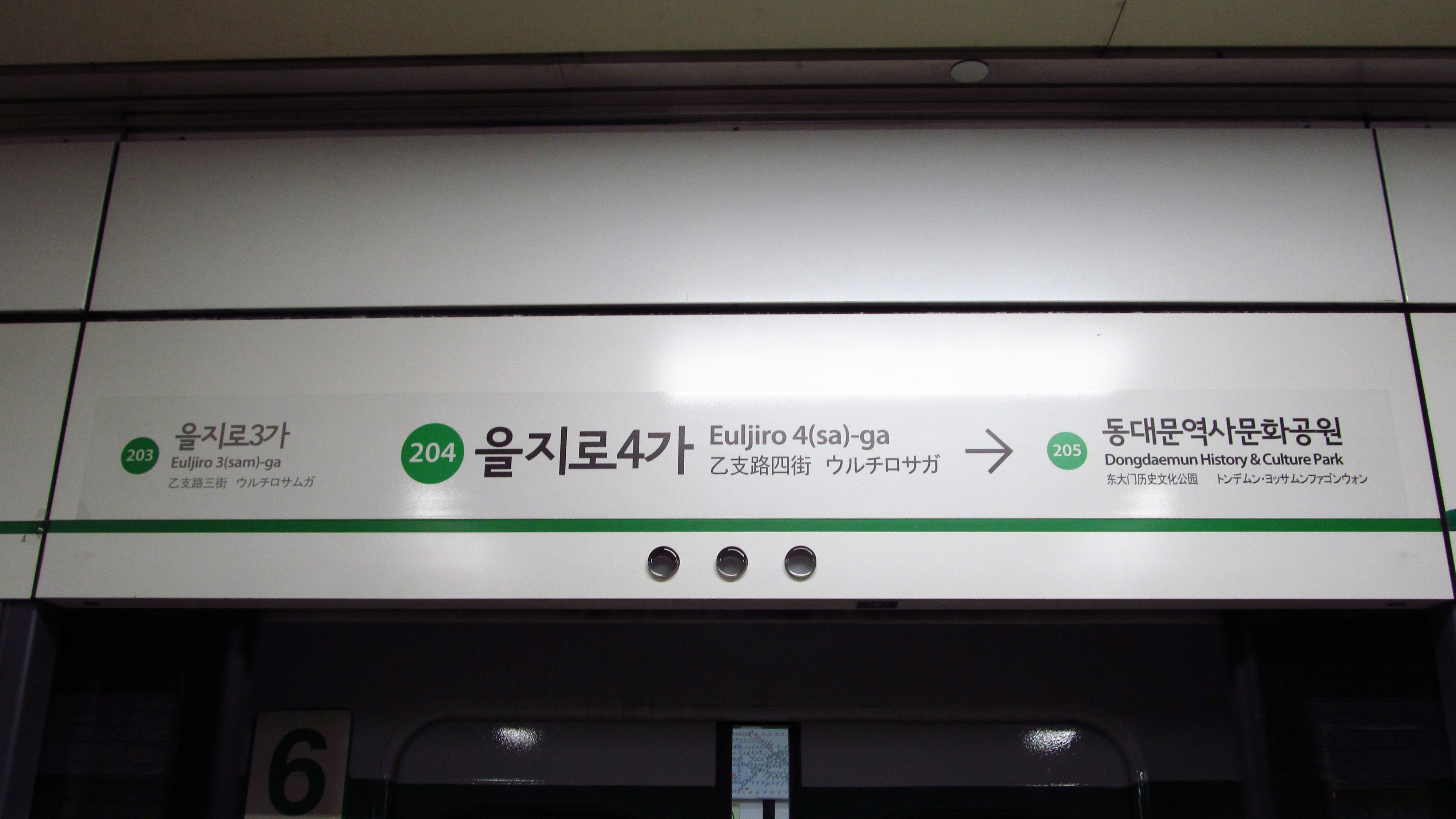
En 2018.
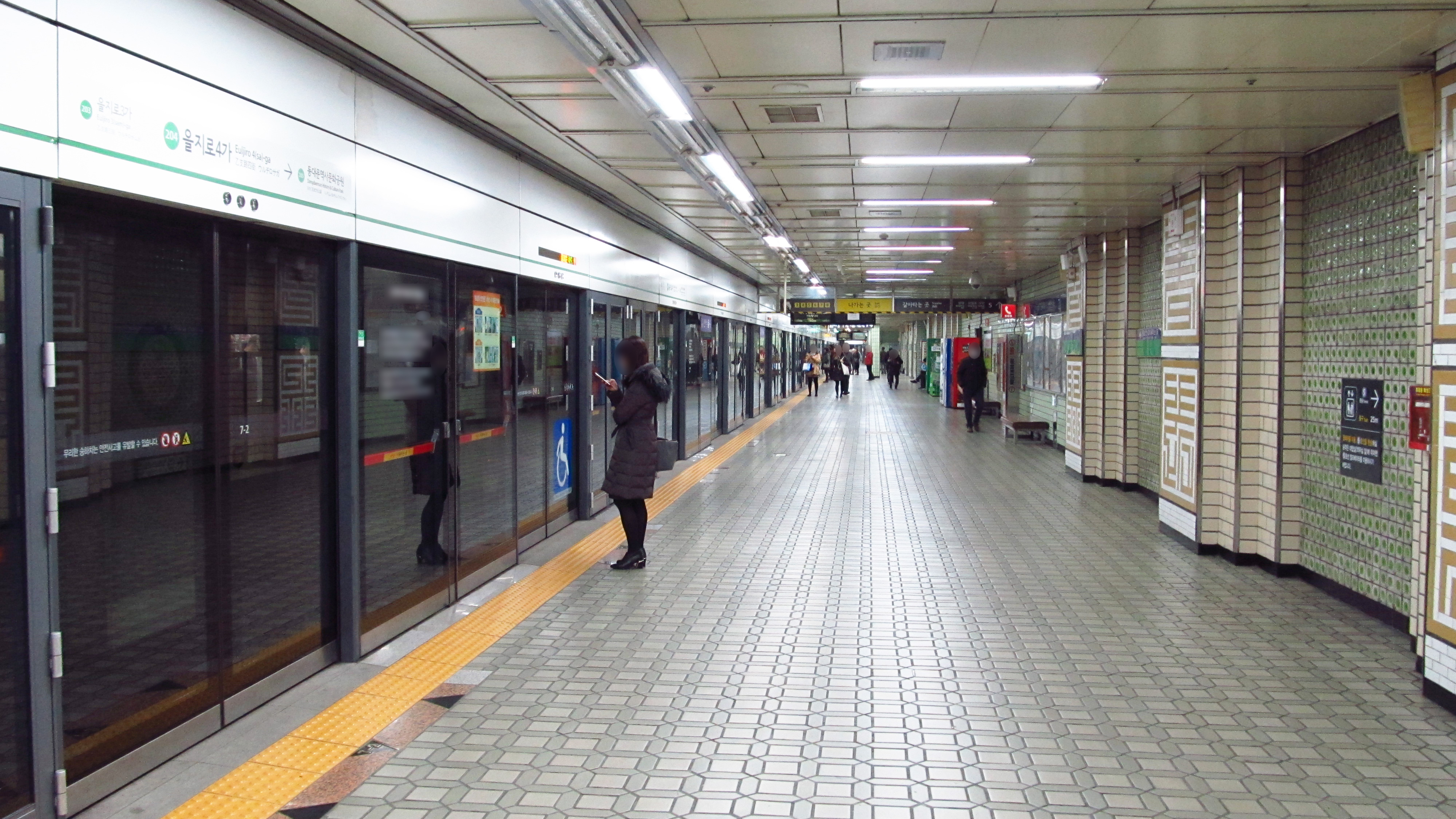
En 2018.

#### Station ligne 5
Euljiro 4(sa)-ga est desservie par les rames omnibus qui circulent sur la ligne 5.

Installations
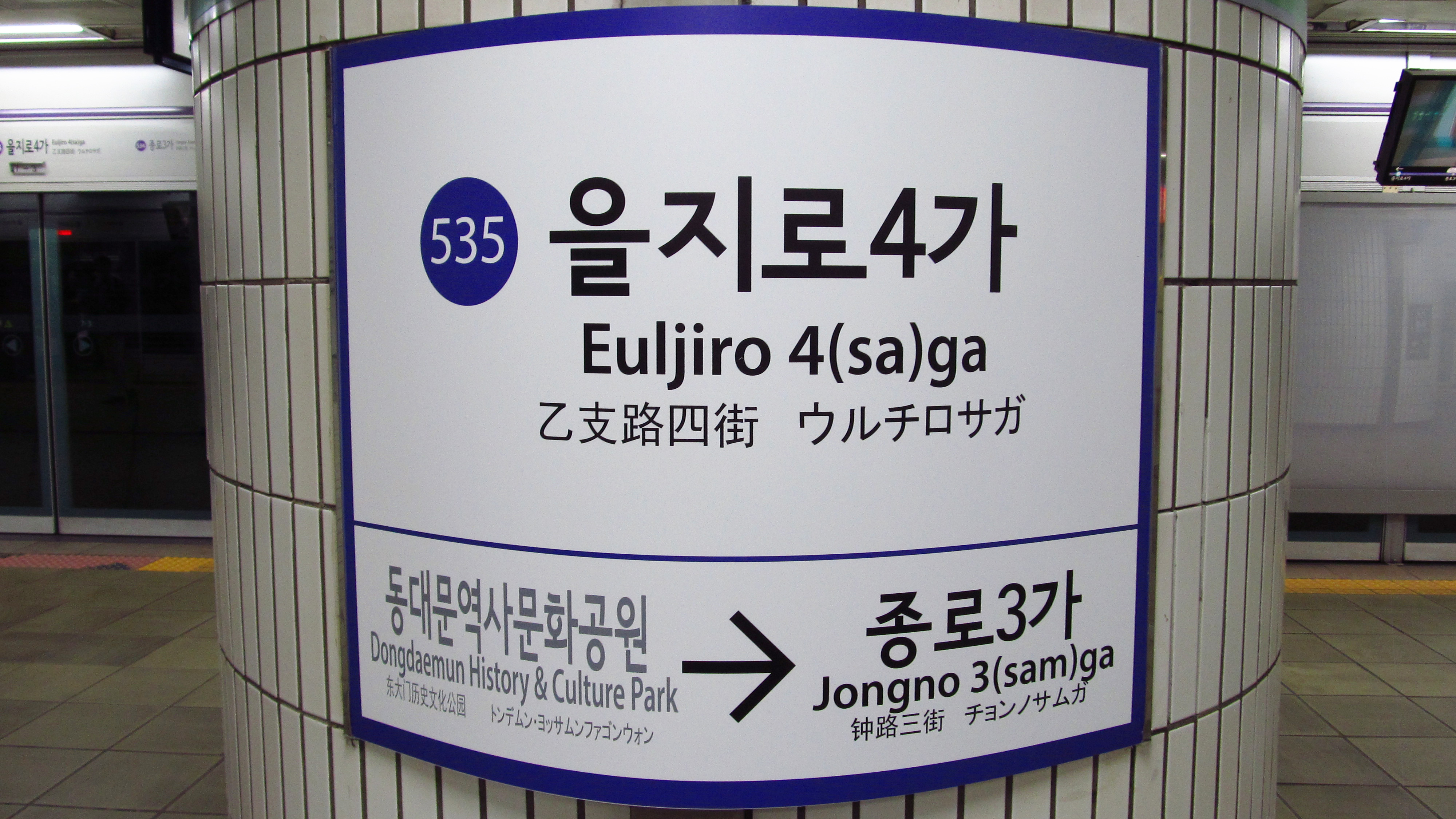
En 2018.
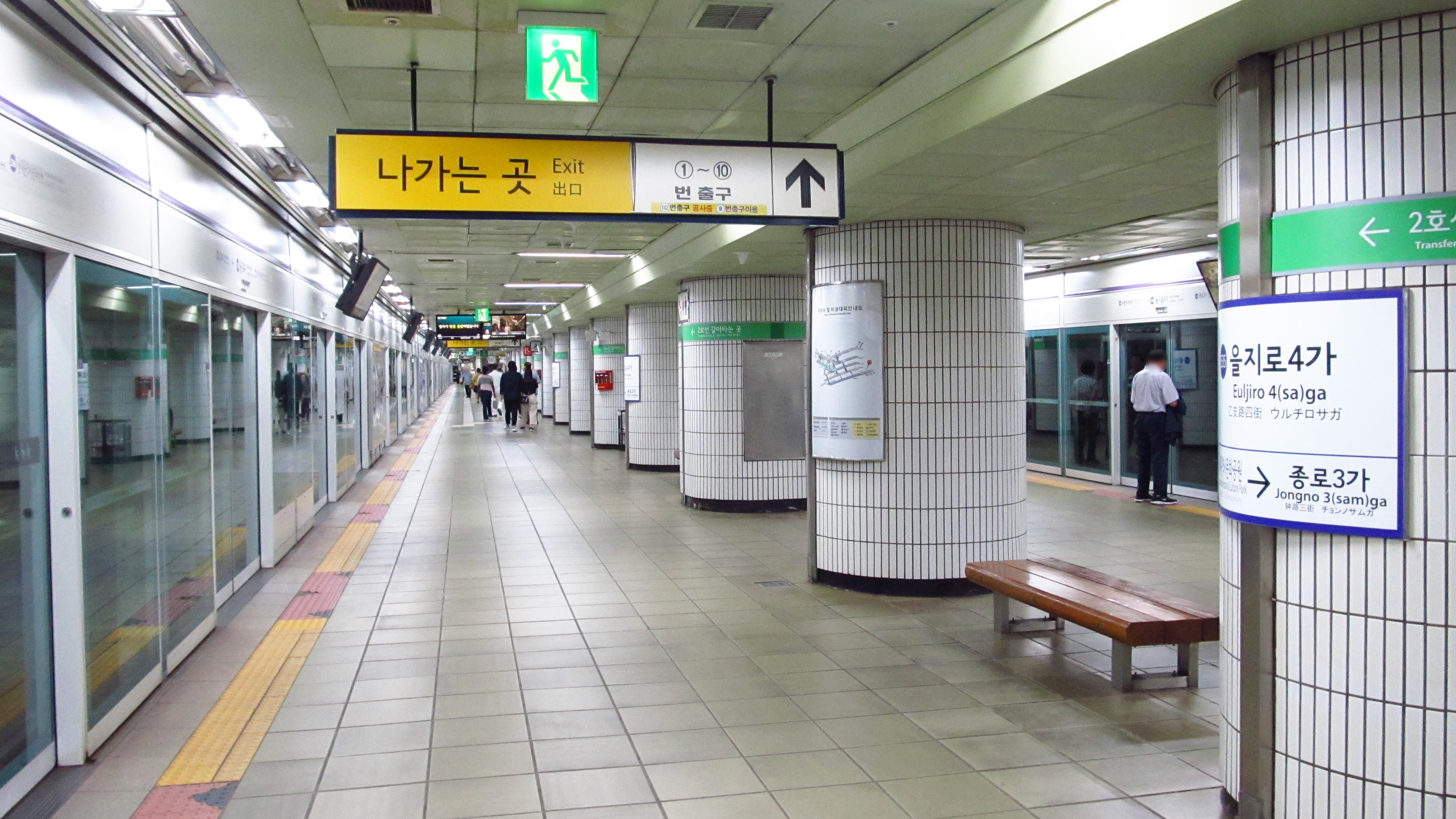
En 2018.

### Intermodalité
Des arrêt de bus urbains sont situés à proximité.